# Stade Centre d'Italie-Manlio Scopigno
Le stade Centre d'Italie-Manlio Scopigno (en italien : stadio Centro d'Italia-Manlio Scopigno), auparavant connu sous le nom de stade Centre d'Italie (en italien : stadio Centro d'Italia), est un stade de football italien situé dans la ville de Rieti, dans le Latium.
Le stade, doté de 10 136 places et inauguré en 1991, sert d'enceinte à domicile à l'équipe de football du Football Club Rieti.

## Histoire
Jusqu'aux années 1990, le principal terrain de football de la ville est le stade viale Fassini, un petit terrain d'une capacité maximale de 2 000 spectateurs construit en 1927, devenu trop petit par la suite après la promotion du FC Rieti en Serie D,.
Les travaux du nouveau stade débutent en 1989 (effectués par les ingénieurs Luigi Corradi et Dario Bugli, le projet initial comprenant également une piste de course ensuite abandonnée) pour s'achever deux ans plus tard sous le nom de stade Centre d'Italie (en italien : Stadio Centro d'Italia). Le stade est nommé ainsi car il se situe en plein centre géographique de la péninsule italienne. Il est inauguré lors d'une défaite 5-0 en amical des locaux du FC Rieti contre la Lazio,.
En 1997, le maire de Rieti, Antonio Cicchetti, décide de faire rénover le stade, pour un coût total de 4,5 milliards de lires. Il est réinauguré le 10 octobre 1997 lors d'une défaite 1-0 de l'Italie espoirs contre l'Angleterre espoirs lors d'un match comptant pour les éliminatoires de l'Euro espoirs 1998.
Quelques années plus tard, les tours d'éclairage du haut mât s'effondrent un jour de vent fort, sans faire de victimes. Les structures endommagées sont alors remplacées aux frais de l'entreprise qui avait exécuté les travaux en 1997.
En 2005 est ajouté au nom du stade celui de Manlio Scopigno, ancien joueur du FC Rieti et acteur majeur de l'épopée du club en Serie B.

## Événements

### Matchs internationaux de football
| Date             | Compétition                | Équipes                             | Score | Affluence |
| ---------------- | -------------------------- | ----------------------------------- | ----- | --------- |
| 10 octobre 1997  | Qualifs. euro espoirs 1998 | Italie espoirs — Angleterre espoirs | 0-1   | —         |
| 3 mars 2010      | Qualifs. euro espoirs 2011 | Italie espoirs — Hongrie espoirs    | 2-0   | —         |
| 11 octobre 2011  | Qualifs. euro espoirs 2013 | Italie espoirs — Turquie espoirs    | 2-0   | —         |
| 5 septembre 2013 | Qualifs. euro espoirs 2015 | Italie espoirs — Belgique espoirs   | 1-3   | —         |
| 18 juillet 2014  | Match amical               | AS Rome — Indonésie espoirs         | 3-1   | —         |

### Matchs internationaux de rugby à XV
| 6 janvier 1996  | ? | Italie — Écosse                  | 29-16 | — |
| 22 février 2019 | ? | Italie -20 ans — Irlande -20 ans | 14-34 | — |

## Galerie

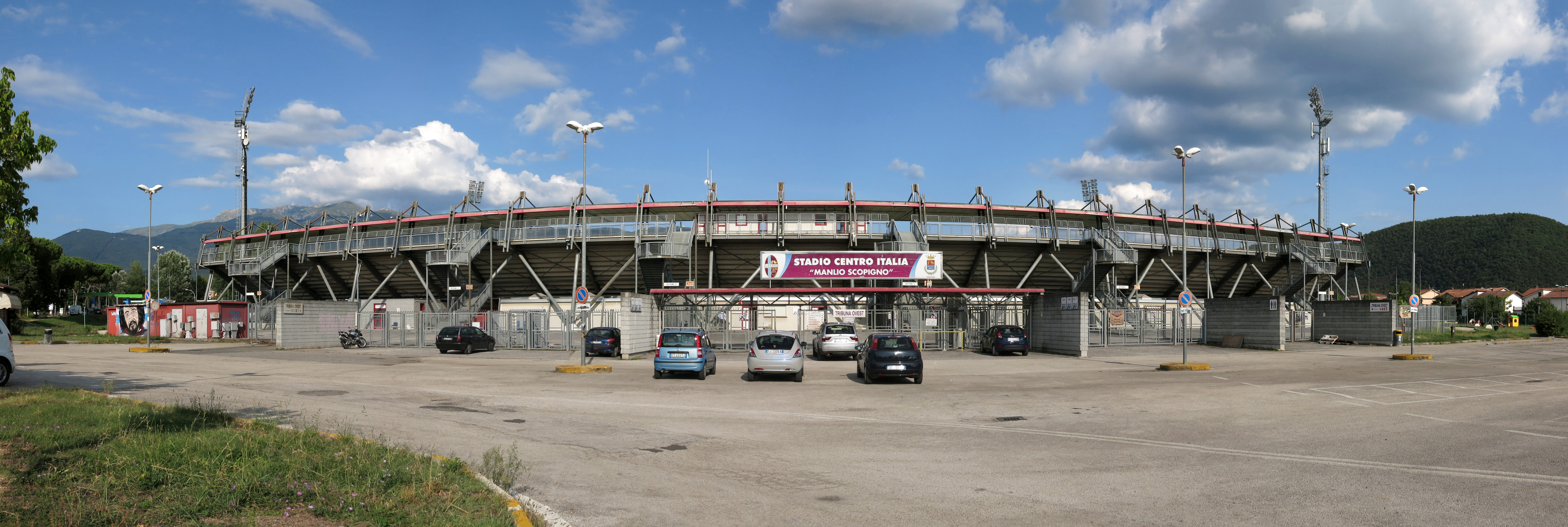
Vue externe du stade
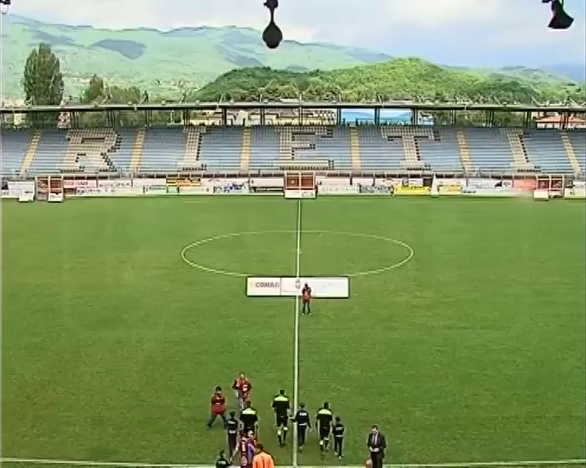
Vue de l'avant match FC Rieti-L'Aquila depuis la tribune au stade le 21 mai 2017
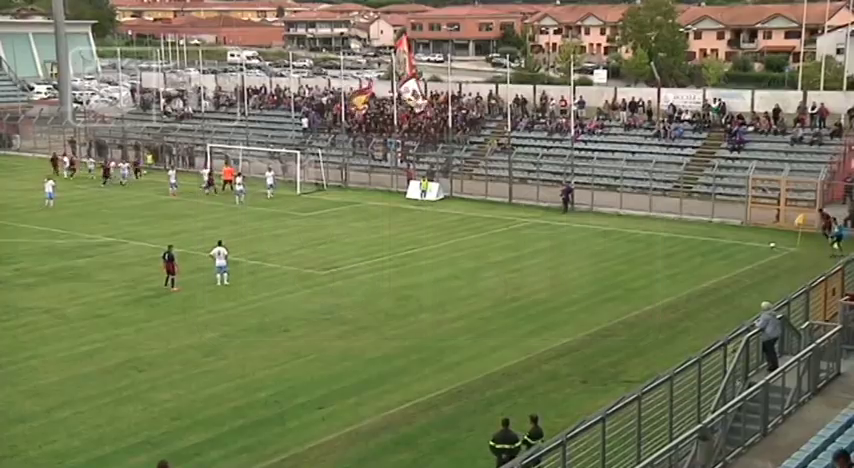
Vue de l'avant match FC Rieti-L'Aquila depuis le virage sud au stade le 18 septembre 2016
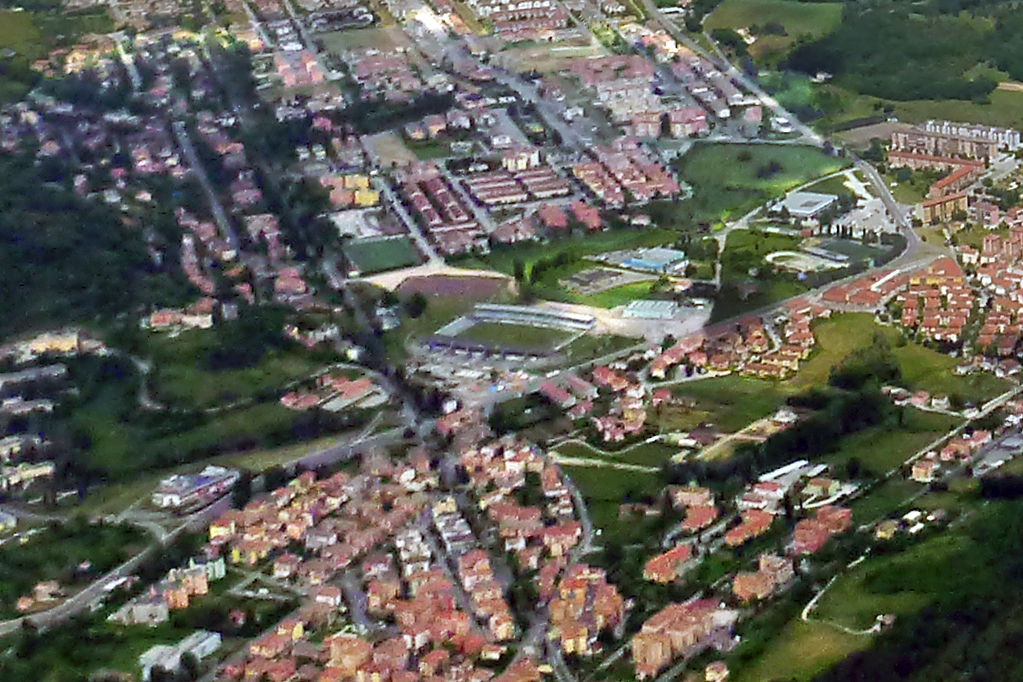
Vue aérienne du stade